# Laringoscópio

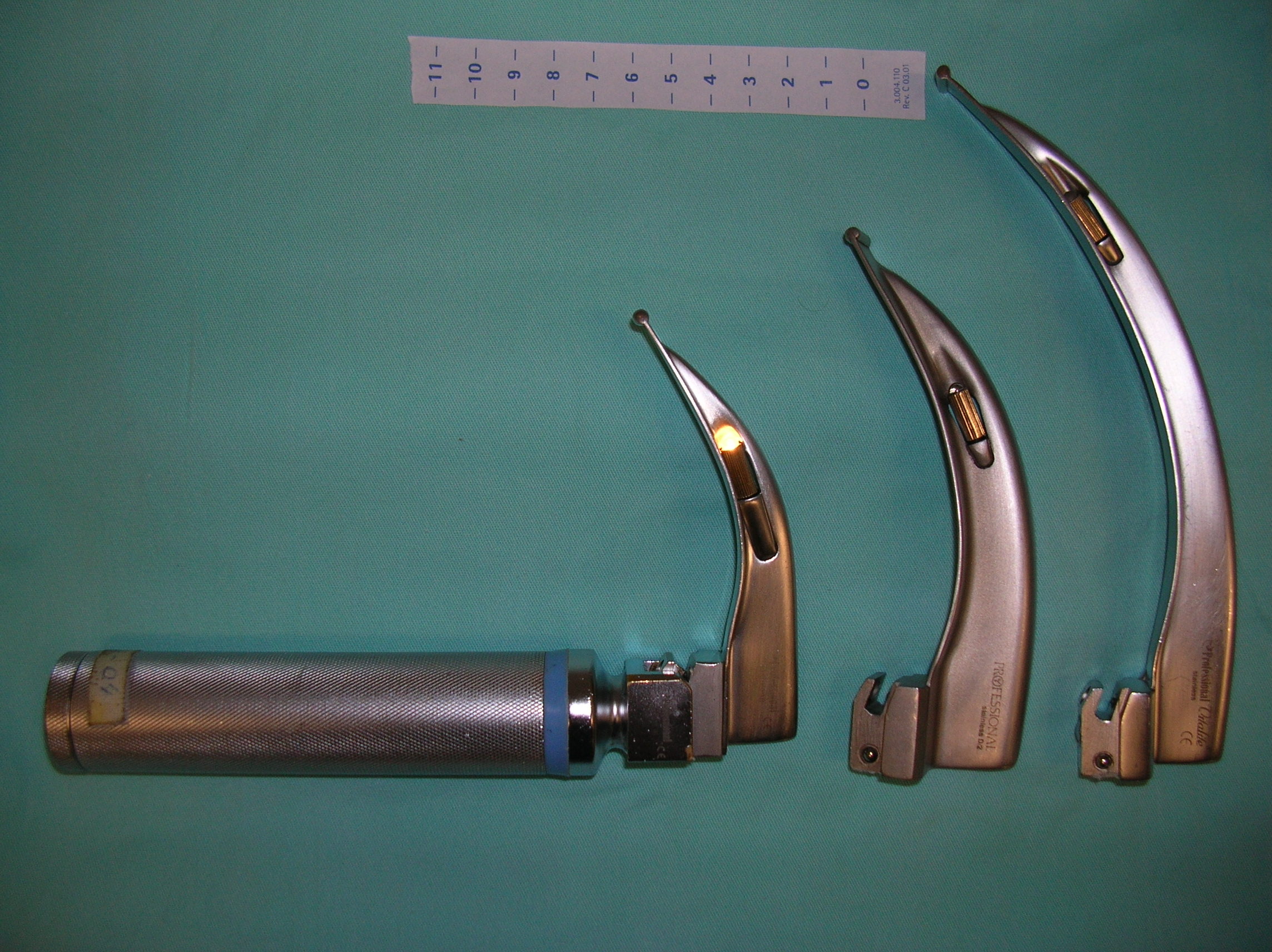
Laringoscópio com lâminas curvas de Macintosh

O laringoscópio é um instrumento utilizado para o exame do laringe. Existem diversos tamanhos e formatos que servem a propósitos diferentes. Na intubação endotraqueal o laringoscópio é utilizado para obter-se uma exposição adequada das cordas vocais facilitando a introdução de um tubo orotraqueal que é utilizado para ventilar o paciente.